# Patricia Lips
Patricia Lips (ur. 21 grudnia 1963 w Mediolanie) – niemiecka polityk i specjalistka ds. handlu, działaczka Unii Chrześcijańsko-Demokratycznej (CDU), deputowana do Bundestagu (od 2002).

## Życiorys
W 1983 roku ukończyła szkołę średnią w Darmstadt, a następnie odbyła kształcenie zawodowe w zakresie handlu, uzyskując tytuł specjalistki ds. handlu. W latach 1984–2000 pracowała w przedsiębiorstwie zajmującym się handlem hurtowym. W 2000 roku objęła stanowisko członkini zarządu w średniej wielkości firmie handlowej, gdzie pracowała do 2002 roku.
W 1993 roku wstąpiła do CDU i zaangażowała się w działalność polityczną na szczeblu lokalnym w Rödermarku, pełniąc różne funkcje do 2017 roku. W 2002 roku po raz pierwszy uzyskała mandat posłanki do Bundestagu. W kolejnych wyborach z powodzeniem ubiegała się o reelekcję, zdobywając mandat w 2005, 2009, 2013, 2017, 2021 oraz 2025 roku. W trakcie swojej kariery parlamentarnej pełniła m.in. funkcję przewodniczącej Komisji ds. Edukacji, Badań Naukowych i Oceny Skutków Technologii (w 18. kadencji Bundestagu), a w latach 2021–2025 była wiceprzewodniczącą frakcji CDU/CSU.